# USS Maddox (DD-168)
USS Maddox (DD-168) (в составе Королевских ВМС Великобритании и Канады — HMS/HMCS Georgetown (I-40), в составе Северного флота СССР — «Доблестный») — эскадренный миноносец США типа «Викс», состоявший на вооружении в годы Второй мировой войны. Назван в честь американского морского офицера кэптэна Уильяма Мэддокса.

## История
Заложен 20 июля 1918 на стапелях верфи «Fore River» в Квинси (Массачусетс). Спущен на воду 27 октября 1918, крещён Кларенс Хинкамп, внучкой кэптэна Мэддокса. Принят в состав ВМС США 10 марта 1919 под командованием коммодора Эдуарда К. С. Паркера. 17 июля 1920 получил бортовой номер «DD-168».
Эсминец «Мэддокс» был приписан к 21-й морской дивизии Атлантического флота. 3 мая 1919 он вышел из Бостона в Ньюфаундленд, чтобы принять там станцию службы наблюдения. Наблюдателям предстояло месяц спустя впервые в истории пересечь Атлантику на самолётах морской авиации. 22 мая 1919 эсминец вернулся в Бостон для дооснащения, которое было прервано походом к Ньфаундленда. Затем корабль участвовал в учебных плаваниях, а 27 августа покинул Ньюпорт и отправился в длительный поход в европейские воды.
19 сентября 1919 он прибыл во французский Брест, откуда отправился в бельгийский Остенде для встречи монархов Бельгии. 25 сентября совершил переход через Ла-Манш. До 24 декабря он сопровождал американские конвои и перевозил пассажиров из Дувра и Гарвича в Булонь-сюр-Мер и на побережье Нидерландов. 25 октября покинул Гарвич и прошёл через Кильский канал, направляясь с визитами в балтийские порты. 12 февраля 1920 года вернулся в США и был выведен в резерв на 2 года. 24 февраля ушел в Чарлстон для ремонта. Летом 1921 эсминец «Мэддокс» при 50 % штатного экипажа использовался для летней артиллерийской практики в Наррагансете и недолгое время находился в Чарлстоне, позднее ушел для ремонта и переоборудования в Бостон. 6 июля 1922 года эсминец вывели из боевого состава флота и поставили на консервацию в Филадельфии, которая де-факто началась 14 июня 1922.
Спустя 18 лет 17 июня 1940 эсминец «Мэддокс» вернулся в строй, 2 июля нёс патрульную службу в районе Чарлстона. 7 сентября он прибыл в Галифакс, где был 23 сентября 1940 года передан Королевским ВМС Великобритании в числе эсминцев, сданных английскому флоту в обмен на островные базы в Атлантике. Корабль был переименован в эсминец «Джорджтаун» и вошел в состав лёгких сил западно-атлантической операционной зоны.
В составе Королевских ВМС Великобритании участвовал в охране конвоев, следовавших опасными маршрутами, при подходах к британским портам в марте 1942. Эскортировал в рамках операции «Боуэри» судно «Уосп» в мае 1942 года при поддержке авиации около острова Мальта. В сентябре 1942 года был передан ВМС Канады для охраны конвоев в Западной Атлантике. Для большей эффективности с корабля сняли три орудия и один трёхтрубный торпедный аппарат, чтобы установить новое противолодочное вооружение. В декабре 1943 года выведен в резерв, 10 января 1944 официально вернулся в Тайн.
1 августа 1944 передан Северному флоту СССР, корабль получил имя эсминец «Доблестный». Охранял в годы войны советские конвои, шедшие по Северному Ледовитому океану. 9 сентября 1952 корабль официально вернули Королевским ВМС Великобритании, хотя это было де-факто осуществлено ещё 4 февраля 1949. 16 сентября 1952 эсминец был пущен на слом.
С августа 1944 по июль 1945 года кораблём в составе ВМФ СССР командовал капитан 3-го ранга О. И. Рудаков.